# Robert Wade (enxadrista)
Robert Graham Wade (Dunedin, Nova Zelândia, 10 de abril de 1921 - Londres, 29 de novembro de 2008) foi um escritor, árbitro, treinador e jogador de xadrez britânico. Wade obteve os títulos de Mestre Internacional e Árbitro Internacional.